# Bimetalismus

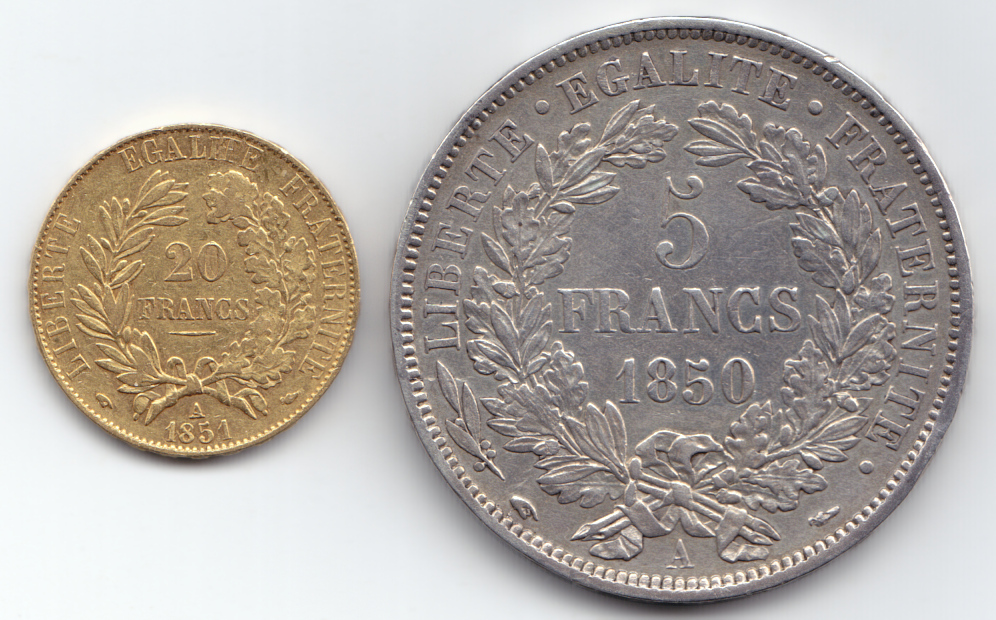
Zlatá mince 20 franků a stříbrná 5 franků, období Druhé Francouzské republiky. Hmotnost 6,41 g a 24,94 g. Tento poměr zlata ke stříbru (1:15,5) a hmotnosti mincí později přijala Latinská měnová unie.

Bimetalismus je v ekonomii měnový standard při kterém hodnota měnové jednotky může být vyjádřena určitým množstvím jednoho ze dvou měnových kovů (obvykle zlata a stříbra). Poměr hodnot těchto dvou kovů je pevně stanoven. Další měnové standardy jsou monometalismus, kdy je hodnota měnové jednotky vyjádřena množstvím a ryzostí jednoho kovu (obvykle zlata nebo stříbra), a trimetalismus, kdy jsou používány tři kovy (např. zlato, stříbro a měď).
Pro vědecké účely se někdy rozlišuje „pravý“ bimetalismus, kdy je garantováno, že jak zlaté, tak stříbrné peníze jsou zákonným platidlem v neomezeném množství a že zlato a stříbro jsou přijímány k ražbě mincí vládními mincovnami v neomezeném množství. To jej odlišuje od „částečného standardního“ bimetalismu, kde jsou zákonným platidlem mince z obou měnových kovů, ale pouze jedny jsou neomezeně raženy (např. peníze Francie, Německa a Spojených států po roce 1873), a od „obchodního“ bimetalismu, kde jsou volně raženy mince z obou kovů, ale pouze jedny jsou zákonným platidlem a druhé se používají jako „obchodní peníze“ (např. většina peněz v západní Evropě od 13. do 18. století). Ekonomové dále rozlišují právní bimetalismus, kdy jsou směnný poměr mezi měnovými kovy a další podmínky dány zákonem, a de facto bimetalismus, kdy systém funguje bez zásahu státní autority.
V bimetalickém měnovém systému nemusí být nutně k ražbě mincí používány pouze dva kovy. Například ve Francii byla za 3. republiky na konci 19. století až do počátku 20. století používána kromě zlata a stříbra i měď (přesněji bronz – slitina mědi s cínem a zinkem) pro mince s nominální hodnotou 1, 2, 5 a 10 centimů (= setina franku). Nominální hodnota těchto mincí však nebyla dána cenou a hmotností použitého kovu. Kromě toho Banque de France emitovala papírové bankovky, které však byly volně směnitelné za zlato.[zdroj?]
V ekonomické historii se největší diskuze o užívání bimetalismu vedly koncem 19. století ve Spojených státech, které v té době disponovaly velkými zdroji jak zlata, tak stříbra.
Bimetalický měnový systém může být nestabilní, často přechází v monometalismus. Vzhledem ke kolísání tržní ceny používaných kovů, kov s tržní hodnotou vyšší než jeho hodnota v měně je častěji používán jako kov a je stahován z oběhu jako měna (Greshamův zákon). Ve Spojených státech se toto se přihodilo v průběhu 19. století a z oficiálního bimetalického standardu se stal fakticky stříbrný standard.[zdroj?] Na druhou stranu v Latinské monetární unii při poklesu ceny stříbra obchodníci preferovali platbu ve zlatých mincích a systém de-facto přešel na zlatý standard.
Numerické modelování ukázalo, že bimetalismus může být dlouhodobě stabilní. Jeho výhodou je stabilizace cenové hladiny. Monometalismus však vede k vyššímu blahobytu.